# Östergötlands runinskrifter 117
Runinskrift Ög 117, även kallad Slakastenen, är en runsten, eller snarast ett fragment av en sådan, som nu finns i Slaka kyrkas vapenhus i Slaka socken och Hanekinds härad i Linköpings kommun, Östergötland. 

## Stenen
Runstenen var länge försvunnen men känd från äldre avbildningar. Den återfanns 1971 i södra kyrkogårdsmuren och placerades på sin nuvarande plats i kyrkans vapenhus.
Inskriften dateras till 900-talet och är därmed en av landskapets äldsta. Stenen är av granit och ristad med kortkvistrunor i två raka rader. Den tillhör således stilgruppen RAK och ristningen är ungefär av samma slag som den på Rökstenen.

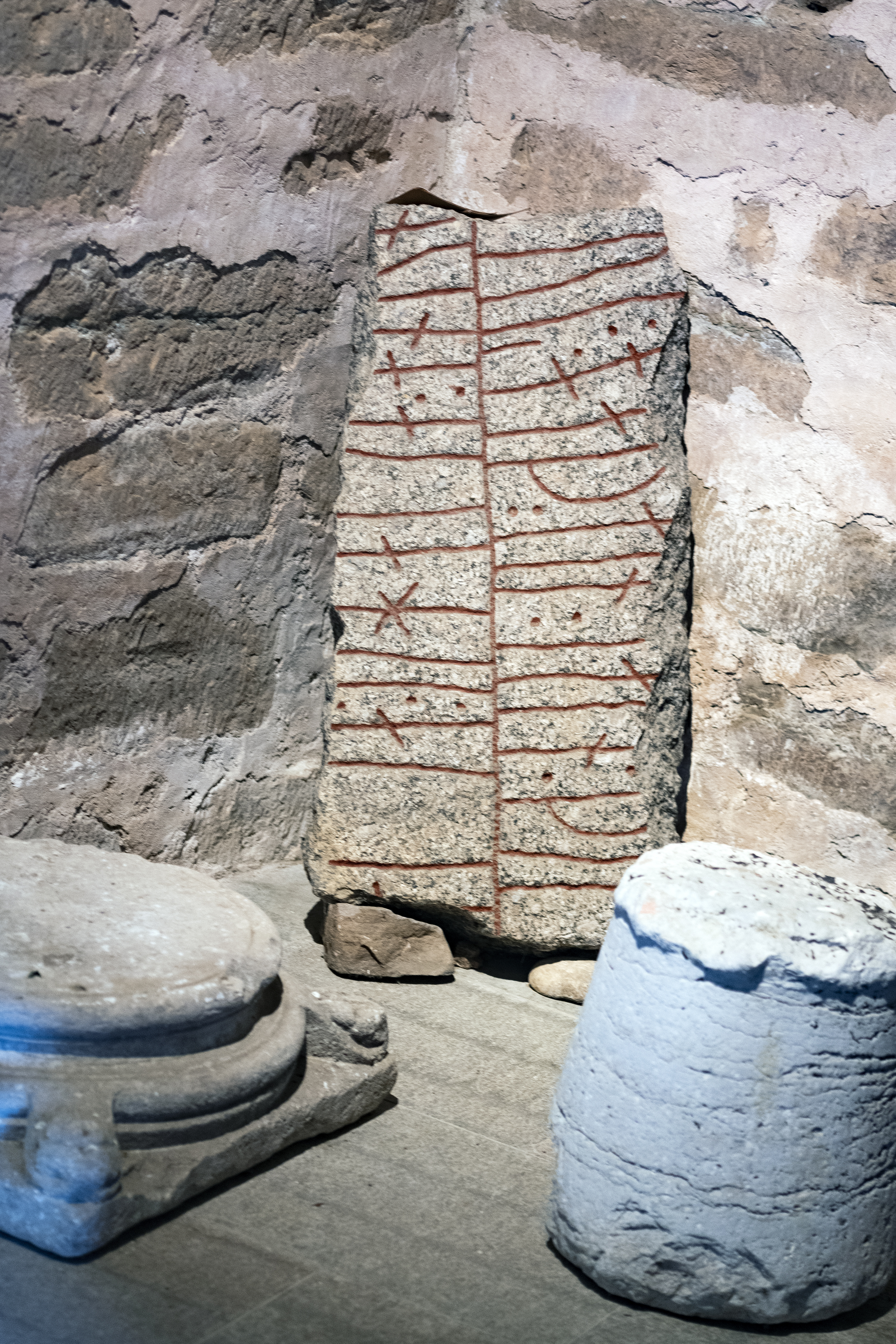
Runsten Slaka kyrka Ög 117

## Translitterering
Många av stenens runor är så skadade att inskriftens innehåll är svårtytt. Brates översättningsförslag var "-ver bjöd åvägabringa denna sten". 
Translitterering av runraden:
...uiʀ ÷ baþ [÷] t[io ÷ stin ÷] (þ)(i)(n)... ...---a ÷ --h(a)--- : --(u)-...
Normalisering till runsvenska:
...veʀ bað tøyia(?) stæin þenn[a] ... ... ...
Översättning till nusvenska:
-vir lät förfärdiga denna sten
Här "förfärdiga" dock inte hålls för helt säkert.